# Municipio de Canton (Dakota del Sur)
El municipio de Canton (en inglés, Canton Township) es un municipio del condado de Lincoln, Dakota del Sur, Estados Unidos. Tiene una población estimada, a mediados de 2022, de 563 habitantes.
Abarca una zona exclusivamente rural.

## Geografía
Está ubicado en las coordenadas 43°16′45″N 96°38′48″O / 43.27917, -96.64667 (43.279137, -96.646772). Según la Oficina del Censo de los Estados Unidos, tiene una superficie total de 98.16 km², correspondientes en su totalidad a tierra firme.

## Demografía
Según el censo de 2020, en ese momento había 562 personas residiendo en la zona. La densidad de población era de 5.73 hab./km². El 94.31 % de los habitantes eran blancos, el 0.53 % eran afroamericanos, el 0.53 % eran amerindios, el 0.36 % eran asiáticos, el 1.25 % eran de otras razas y el 3.02 % eran de una mezcla de razas. Del total de la población, el 1.42 % eran hispanos o latinos de cualquier raza.